# میدان نفتی نصرت
میدان نفتی نصرت، از میدان‌های نفتی ایران است، که در استان هرمزگان و در ۳۵ کیلومتری جنوب شرقی جزیره سیری در خلیج فارس واقع شده و با کشور امارات متحده عربی مشترک است.
سازند سروک، که مخزن اصلی میدان به شمار می‌رود، حاوی نفت است؛ در حالی‌ که سازندهای دالان و فراقون دارای گاز ناخالص می‌باشند. ذخایر قابل استحصال این میدان بین ۲٫۹ تا ۵٫۸ میلیارد بشکه برآورد شده‌ است.
متوسط تولید مخزن در سال ۱۳۷۰، معادل ۳۲۶۹ بشکه و کل تولید در پایان سال ۱۳۸۰، حدود ۳۱ میلیون بشکه بوده‌است. این میدان در سال ۱۹۶۶ توسط شرکت ملی نفت دوبی کشف و تولید از آن از ۱۹۶۹ آغاز شد.
اولین چاه اکتشافی ایران در سال ۱۳۶۰ توسط شرکت شرکت نفت فلات قاره ایران حفاری گردید. بهره‌برداری ایران از این میدان از سال ۱۳۶۵ آغاز شده‌است. در سال ۱۳۵۹ حفاری اکتشافی در سازندهای دالان و فراقون این میدان، وجود گاز ناخالص را در این میدان به اثبات رسانید. در این میدان ۵ حلقه چاه حفاری شده که حفر همه چاه‌ها توسط یک سکو بوده‌است. تعداد ۲ حلقه از چاه‌ها تولیدی می‌باشد.

## موقعیت جغرافیایی
میدان نفتی نصرت در ۳۵ کیلومتری جنوب شرقی جزیره سیری در خلیج فارس واقع شده‌است. این میدان با کشور امارات متحده عربی مشترک بوده و بخشی از میدان نصرت که در آن کشور واقع شده، میدان نفتی فاتح نامیده می‌شود.

## تاریخچه
میدان نفتی نصرت (فاتح) در نتیجه فعالیت‌های اکتشافی دبی در اوت ۱۹۶۶ کشف و در اکتبر ۱۹۶۷ اقتصادی شناخته شد و در نیمه دوم سال ۱۹۶۹ مورد بهره‌برداری قرار گرفت.
در سال ۱۹۷۵ توسط شرکت نفت سوفیران به منظور شناسایی بهتر گسترش این میدان در آب‌های ایران یک سلسله عملیات لرزه‌نگاری انجام گرفت که منجر به تهیه نقشه‌های ساختمانی در افق‌های ایلام و میشریف گردید.
آخرین عملیات لرزه‌نگاری در سال ۱۹۸۸ انجام شده‌است. اولین چاه اکتشافی ایران توسط شرکت نفت فلات قاره ایران در تاریخ ۸ خرداد ماه ۱۳۶۰ شروع و در تاریخ ۷ شهریور ماه ۱۳۶۰ پس از شناسایی مخازن ایلام و سروک در عمق ۲۷۳۴ متری حفاری آن به پایان رسید.
بهره‌برداری ایران از این میدان در تاریخ ۱۴/۲/۱۳۶۵ به صورت طبیعی (با فشار موجود در مخزن) آغاز گردید و برنامه تعمیر و تعویض تلمبه‌های درون چاهی یک بار در اسفند ماه سال ۱۳۷۰ در این میدان انجام شده و متعاقب آن تولید دو حلقه چاه به وسیلهٔ پمپ شروع شد و بار دوم در سال ۱۳۷۴ در چاه‌های شماره NT-۱، NT-۲ و NT-۴ انجام گردید. این میدان در سال ۱۳۷۵ توسط شرکت مشاور MPES MCKEAN، PETROLEUM ENG. SERVICES ارزیابی مدلی شده‌است.

## تولید میدان
بر اساس آمار، متوسط تولید میدان نصرت در سال ۱۳۷۰، سه هزار و ۳۰۰ بشکه در روز بود و کل تولید نفت خام آن در پایان سال ۱۳۸۰ به حدود ۳۱ میلیون بشکه رسید.
البته تولید روزانه این میدان در سال ۱۳۸۷ به بیش از ۵ هزار و ۴۰۰ بشکه در روز هم رسید، اما این حجم تولید در سال ۱۳۸۹ به دو هزار بشکه در روز کاهش یافت.

## طرح افزایش تولید
با توجه به این که حجم نفت خام در جای میدان نصرت ۱۸۸ میلیون بشکه‌است، طرحی دراردیبهشت سال گذشته به منظور افزایش تولید، ارزیابی و توسعه این میدان نفتی مشترک در قالب قرارداد بیع متقابل تعریف شد که هدف آن افزایش تولید نفت خام و دستیابی به حداکثر ۱۶هزار و ۴۵۰ بشکه در روز بود.
اما احتمالا طرح افزایش تولید میدان مشترک نفتی نصرت با آب بستن کشور امارت متحده عربی در این میدان و غیر اقتصادی شدن آن منتفی شده‌است، چرا که ۹۸ درصد از برداشت از این میدان به دلیل تزریق آب از سوی طرف اماراتی، آب و تنها دو درصد برداشت نفت خام است.